# Ruter portabil

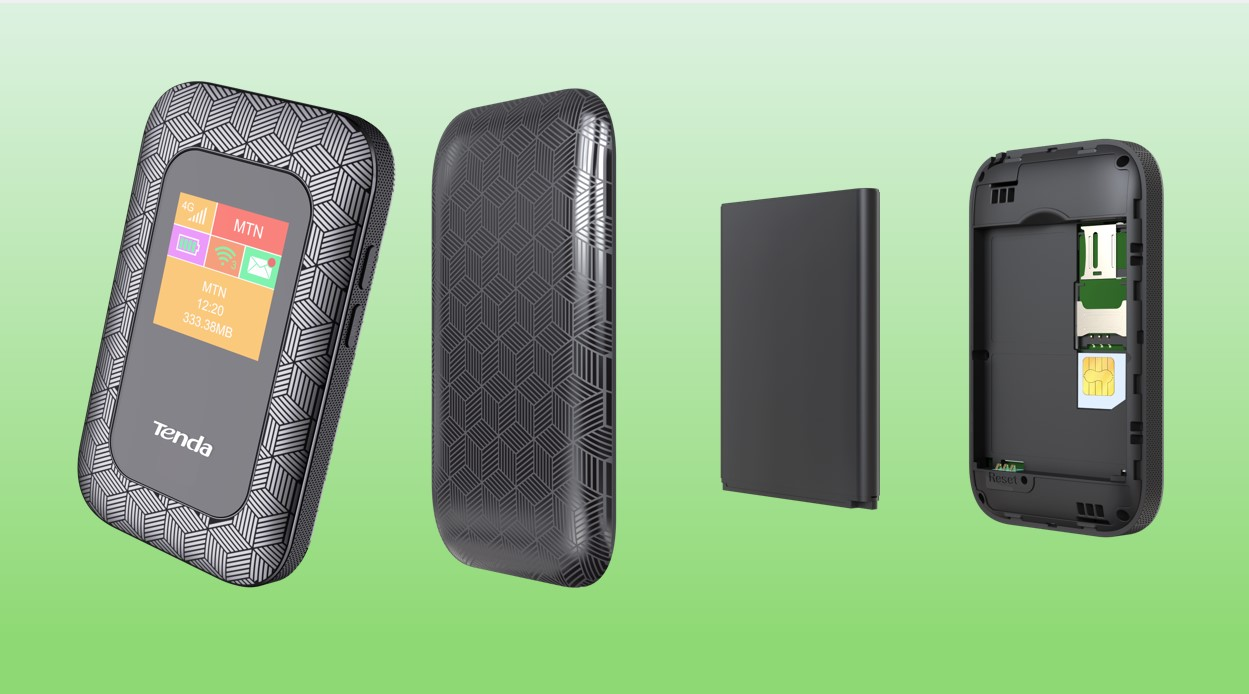
Ruter portabil, cu conectare la internet prin 4G/3G și partajarea conexiunii prin Wi-Fi. Acest ruter Wi-Fi de mici dimensiuni are acumulator.

Un ruter portabil se referă de obicei la un dispozitiv de rutare de mici dimensiuni cu acumulator care permite conectarea la internet prin date mobile, cu conectare la rețelele 5G, 4G, 3G, și partajarea conexiunii prin Wi-Fi. Un ruter portabil, cunoscut și sub numele de hotspot mobil, este un dispozitiv care permite mai multor utilizatori să împartă o singură conexiune la internet. Acesta creează o rețea Wi-Fi la care se pot conecta multiple dispozitive. Acestea se mai numesc și dispozitive MiFi, sau ruter portabil MiFi. Se mai folosesc denumirile de router portabil, router mobil, ruter portabil 4G/3G Wi-Fi, etc. Ruterele portabile sunt de obicei mici și ușoare, ceea ce le face ideale pentru călătorii. Ele sunt alimentate de o baterie încorporată, ceea ce înseamnă că pot fi utilizate oriunde, fără a avea nevoie de o sursă de alimentare externă.
Aceste dispozitive utilizează o cartelă SIM pentru a se conecta la rețeaua de date a unui operator de telefonie mobilă. Apoi, ele distribuie această conexiune la internet prin Wi-Fi către alte dispozitive, cum ar fi telefoanele mobile, tabletele și laptopurile. Ruterele portabile pot fi foarte utile în situații în care nu este disponibilă o rețea Wi-Fi sau în cazul în care rețeaua Wi-Fi disponibilă nu este sigură sau de încredere.
În general, un astfel de ruter Wi-Fi permite în jur de 10 clienți conectați simultan.

## Istoric
Ruterul portabil a fost inventat de compania Novatel Wireless, acum cunoscută sub numele de Inseego Corp. A fost denumit ca ruter portabil MiFi și este de fapt un brand deținut de Inseego Corp. Termenul “MiFi” este adesea folosit în mod generic pentru a descrie orice dispozitiv care poate crea un hotspot mobil, dar este de fapt un nume de marcă specific pentru produsele create de Inseego Corp. Denumirea “MiFi” provine de la combinația cuvintelor “Mobile” și “WiFi”.